# Escola Secundária José Cardoso Pires
A Escola Secundária José Cardoso Pires é uma escola secundária pública portuguesa localizada em Santo António dos Cavaleiros, na atual Freguesia de Santo António dos Cavaleiros e Frielas, no Município de Loures.

## História
A Escola iniciou o seu funcionamento, provisorimente, em pavilhões de madeira, no final da década de 1970, tendo o início da instalação no edifício actual tido lugar no ano lectivo de 1983-1984. No ano lectivo de 2000-2001 a escola adoptou como seu patrono o escritor José Cardoso Pires 

## Prémios
A Escola Secundária José Cardoso Pires foi a 3.ª classificada na região Loures-Odivelas nos resultados dos exames nacionais de Química no ano escolar 2004/2005.
Os alunos da Escola venceram igualmente o «International Masterclass – Hands on Particle Physics», realizada na Faculdade de Ciências da Universidade de Lisboa em 2007.